# تیم کاتیوشا–آلپتسین
تیم کاتیوشا-آلپتسین یک تیم دوچرخه‌سواری جادهٔ روسی است. این تیم از سال ۲۰۰۹ تا ۲۰۱۲ میلادی به عنوان یک تیم حرفه‌ای مسابقه می‌داد. در ژانویهٔ ۲۰۱۳ پروانهٔ حرفه‌ای قاره‌ای به این تیم داده‌شد و در فوریهٔ همان سال، به تیم جهانی ارتقا یافت.

## تاریخچه
پروژهٔ تیم دوچرخه‌سواری در انتهای ۲۰۰۸ راه‌اندازی شد و تیم جدید کاتیوشا در مسکو افتتاح شد. این تیم بر پایهٔ ترکیب تینکوف کردیت سیستمز ساخته شد و توسط بنیاد پروژهٔ دوچرخه‌سواری عمومی روسیه (که توسط گازپروم، ایترا و روس‌تکنولوژی تأمین مالی می‌شود) سازماندهی شد.
بودجه بزرگ بیش از ۱۵ میلیون یورویی به تیم تزریق شد. کاتیوشا در نخستین فصل رسمی، با دوچرخه‌سواران مطرحی مانند ولادیمیر کارپتس، فیلیپو پوساتو و گرت استیگمانس قرارداد امضا کرد. تیم برای نخستین مسابقهٔ خود در تور داون آندر ۲۰۰۹ شرکت کرد. در فصل ۲۰۰۹، ۲۹ پیروزی برای تیم به دست آمد.
پس از فصل ۲۰۱۲، کاتیوشا با وجود در اختیار داشتن خواکیم رودریگز (قهرمان فصل ۲۰۱۲) و پایان فصل با رتبهٔ دوم تیمی، پروانهٔ تور جهانی خود را از دست داد. تیم به این تصمیم اعتراض کرد و در ۱۵ فوریهٔ ۲۰۱۳ اعلام شد که تصمیم اتحادیهٔ جهانی دوچرخه‌سواری لغو شده‌است.

## دوپینگ
در مارس ۲۰۰۹ نمونهٔ دوپینگ کریستیان فانبرگر و در آوریل همان سال، نمونهٔ آنتونیو کولوم هر دو به دلیل وجود اریتروپوئیتین مثبت اعلام شد. فانبرگر به صورت مادام‌العمر محروم شد.